# Бронепоезда Красной армии во время Гражданской войны
Бронепоезда (бепо, БП) Красной армии — совокупность бронепоездов, используемых Красной армией в ходе Гражданской войны в России 1917−1922 годов.

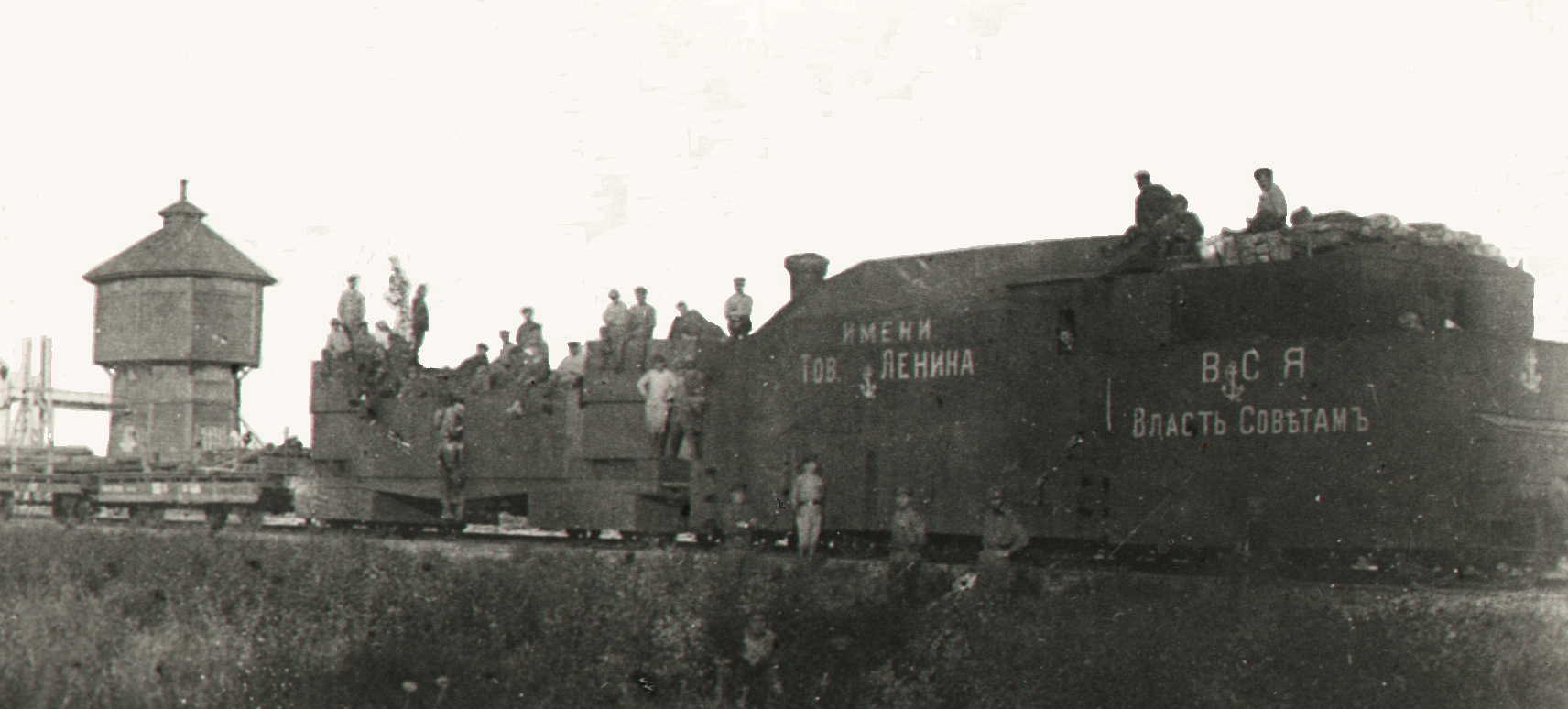
Бронепоезд № 6 «Путиловцы имени товарища Ленина», 1919

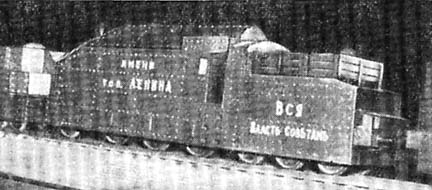
Бронепаровоз бронепоезда № 6. 1918

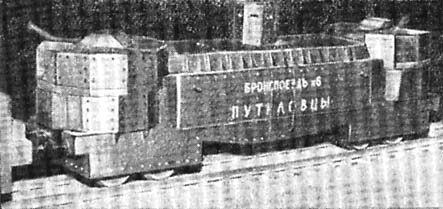
Броневагон бронепоезда № 6. 1918

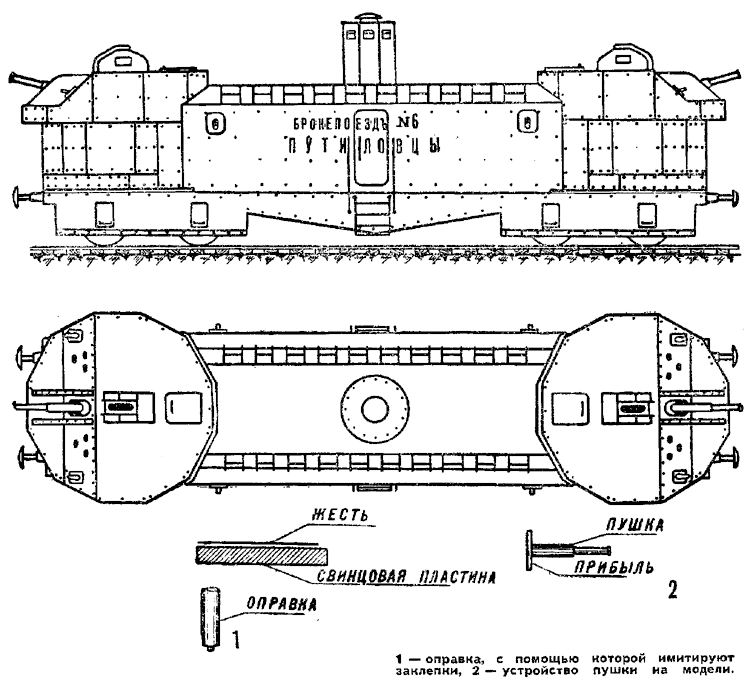
Чертеж броневагона БП № 6 на 1918

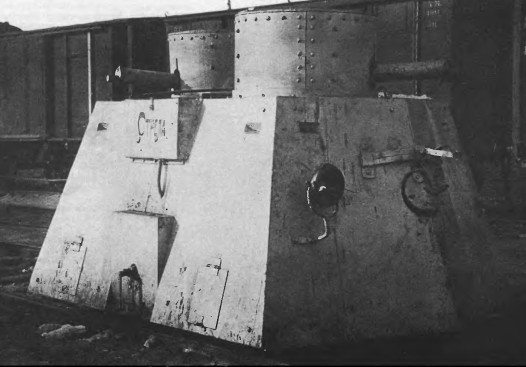
Бронедрезина «Стрела». 1919 год

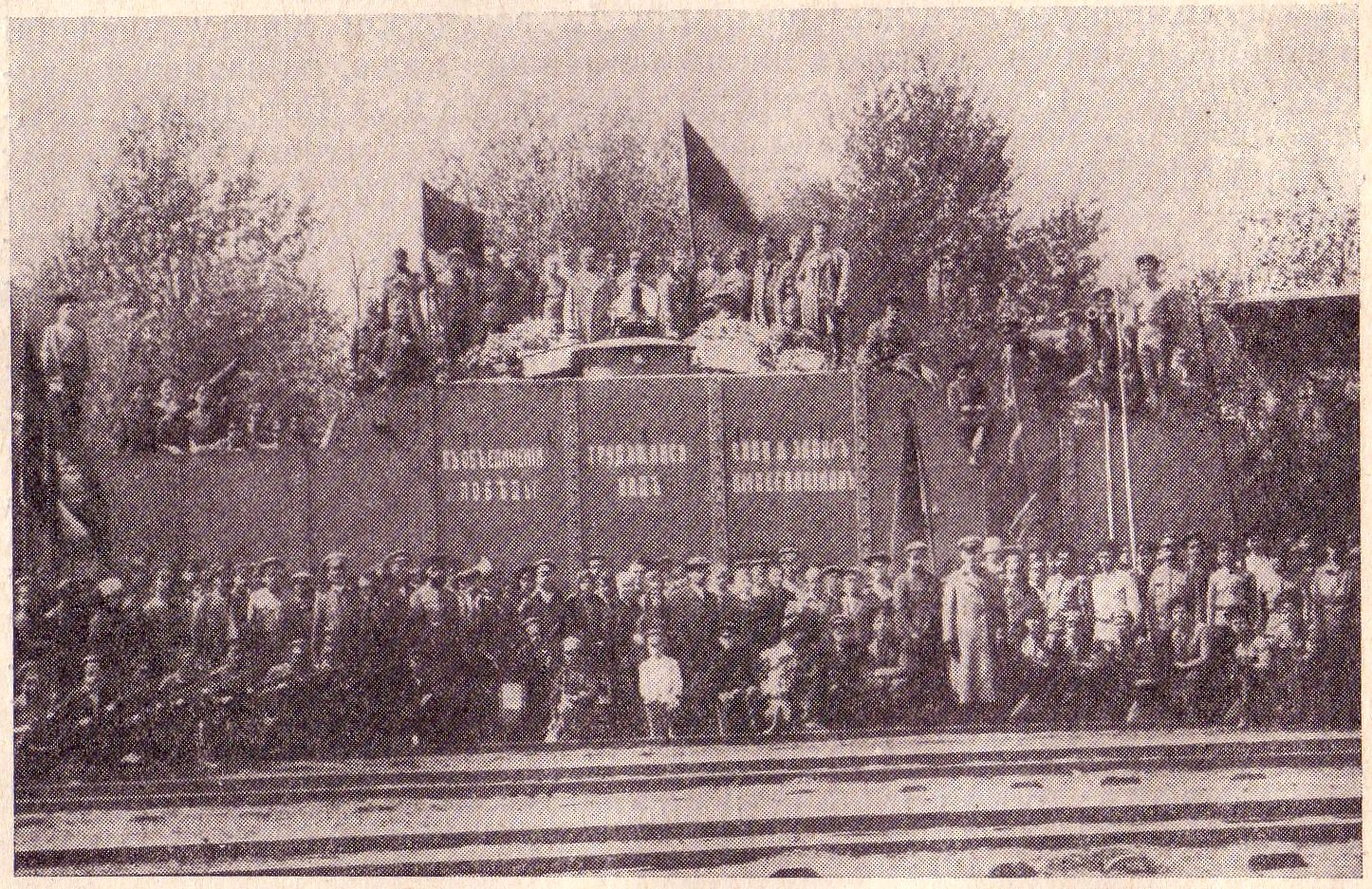
«Красный» бронепоезд имени Ленина в Донбассе. 1919 год

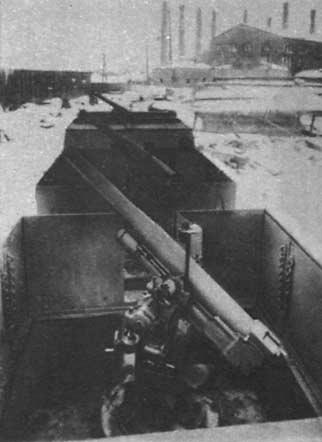
76-мм зенитные пушки Лендера на бронеплощадках бронепоезда Красной Армии № 44. 1920 год

## История
В России «бум бронепоездов» пришёлся на Гражданскую войну. Это вызвано её спецификой — фактическое отсутствие чётких линий фронтов, большое количество иррегулярных войск и борьба за железные дороги как основное средство для быстрой переброски войск, боеприпасов, хлеба. Бронепоездные части были у практически всех воюющих сторон. Помимо Красной армии, были они и у белогвардейской Добровольческой армии (позднее в Вооружённых силах Юга России (ВСЮР)) генерала Деникина, чехословацкого корпуса (бепо «Orlik»), армии Украинской Народной Республики (бепо «Слава Украины», «Сечевик») и других. Широкое боевое применение бронепоездов во время Гражданской войны показало их главную слабость. Бронепоезд являлся большой, громоздкой мишенью, уязвимой для артиллерийского (а позднее — и воздушного) удара. Кроме того, он опасно зависел от железнодорожной линии. Для его обездвижения было достаточно разрушить полотно спереди и сзади. Поэтому для восстановления разрушенных путей бронепоезда имели в составе платформы с путевыми материалами: рельсами, шпалами, креплениями. Темп восстановления пути солдатами бронепоездов был довольно высок: в среднем 40 м/ч пути и примерно 1 м/ч моста на небольших реках. Поэтому разрушение путей лишь на небольшое время задерживало движение бронепоездов.
Часть бронепоездов достались РККА от Русской Императорской армии, при этом было развёрнуто и серийное производство новых. Кроме того, вплоть до 1919 года сохранялось массовое изготовление «суррогатных» бронепоездов, собираемых из подручных материалов из обычных пассажирских вагонов в отсутствие всяких чертежей; такой «бронепоезд» мог быть собран буквально за сутки.
В РККА вошли в состав броневых сил.

Во имя исторической правды следует признать, что советские броневые силы, а в особенности бронепоезда, имели всегда прекрасно обученный и отважный личный состав, подобранный по преимуществу из убеждённых коммунистов.— Из польских источников.
Значительная часть бронепоездов РККА изготавливалась силами флота и комплектовалась снятыми с кораблей орудиями и матросскими экипажами, на них быт и боевая служба организовывались по подобию корабельных.
Таблица броневые силы РККА, представлена для сравнения количества различных формирований:
| Формирование количество | Октябрь 1918 года (по другим данным) | 1919 год                                               | Конец 1919 года | 1920 год                                                      | 1922 год                                                      |
| ----------------------- | ------------------------------------ | ------------------------------------------------------ | --------------- | ------------------------------------------------------------- | ------------------------------------------------------------- |
| Броневой поезд          | 23 (45)                              | январь — 29, апрель — 44, июль — 54 (62), октябрь — 59 | 58 — 60         | январь — 65, апрель — 71, июль — 105, октябрь — 103 (71, 122) | 122 или 123 (февраль 1922, не считая бронепоездов на складах) |
| Броневая летучка        | —                                    | январь — 14, апрель — 16, июль — 15, октябрь — 12      | 15              | январь — 10, апрель — 8, июль — 5, октябрь — (8)              | ?                                                             |
| Автобронеотряд          | 30 (38, 45)                          | январь — 50, апрель — 47, июль — 41, октябрь — 50      | до 64           | январь — 48, апрель — 46, июль — 52, октябрь — 51 (80, 49)    | 21                                                            |
| Автотанковый отряд      | —                                    | —                                                      | —               | 11                                                            | —                                                             |
| Танковый отряд          | —                                    | —                                                      | —               | 10                                                            | 5                                                             |

Приказом Реввоенсовета Республики № 59, от 4 января 1919 года, броневые поезда стали подчиняться начальнику броневых частей армии, в районе действий которой они находились и рассматривались как специальные средства в борьбе с войсками противников Советской власти. Для повышения эффективности действий броневых поездов при каждом броневом поезде были сформированы десантные отряды численностью 321 человек.
В РККА приказом Революционного военного совета № 4/1, 1919 года издана инструкция (первая) по боевому применению броневых поездов. В соответствии с ней все броневые поезда делились на две части:
- 1-я часть — боевая:
  - поезд № 1 — две бронеплощадки с паровозом посередине. Вооружение: два трёхдюймовых (76,2-мм) или зенитных орудия, 12 пулемётов и два миномёта.
  - поезд № 2 — две платформы (желательно бронированные или блиндированные) с паровозом. Вооружение: два тяжёлых четырёх- или шестидюймовых орудия.
- 2-я часть — резерв: поезд № 3 — железнодорожный состав для перевозки команды (экипажа) и имущества воинской части..[8]

5 августа 1920 года, исходя из опыта операций гражданской войны, РВСР выпустил новую инструкцию, по которой все броневые поезда подразделялись на три типа, по своему оперативно-тактическому предназначению:
- тип «А» — ударные сильно бронированные, в составе — полубронированного паровоза, двух бронированных площадок с двумя трёхдюймовыми орудиями, восемью пулемётами на каждой и базы из 28 вагонов. Боевой запас составлял 1 200 снарядов к орудиям и 216 000 патронов к пулемётам. Команда (экипаж) — 162 человек личного состава. Часто, в тот период времени, их именовали штурмовыми броневыми поездами, поскольку они так же предназначались для решения задач в условиях ближнего боя.
- тип «Б» — легкой (в приказе дословно — «легковой») бронировки. Броневые поезда огневой поддержки, в составе полубронированного паровоза, одной бронированной площадки с двумя 107-мм или 122-мм орудиями и четырьмя пулемётами и база из 9 вагонов. Команда (экипаж) — 46 человек.
- тип «В» — легкобронированные. Броневые поезда огневой поддержки, в составе полубронированного паровоза, одной бронированной площадки со 152-мм или 203-мм орудием и двумя пулемётами и базы из 7 вагонов. Команда (экипаж) — 57 человек[8][10][11].

По состоянию на 1 октября 1920 года в Красной армии имелось 103 бронепоезда и бронелетучки.
К концу Гражданской войны в ведении Центрального совета броневых частей (Центробронь) РККА находилось 122 полноценных бронепоезда.

## Список бронепоездов Красной армии

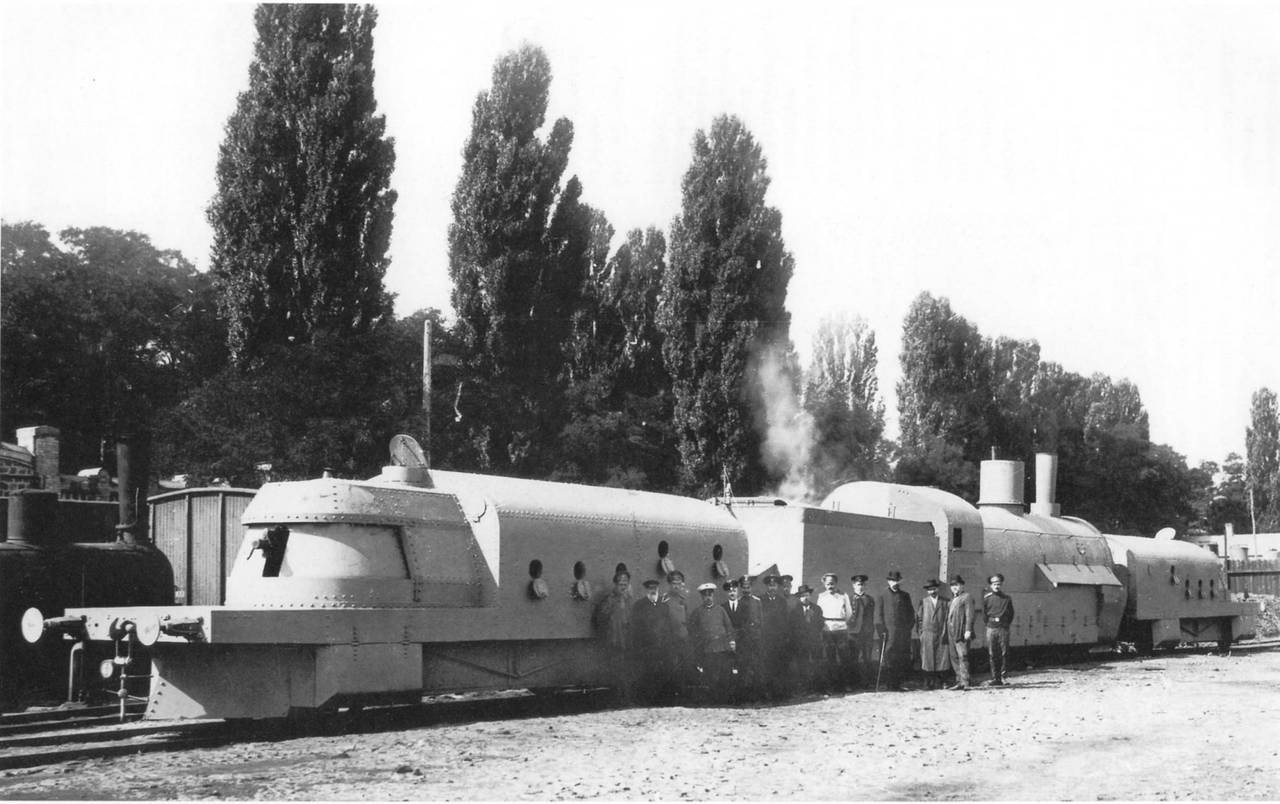
Первый русский бронепоезд «Хунхуз», однотипный бепо № 2 и № 4 (в составе Юго-Западного фронта, сентябрь 1915 г.)

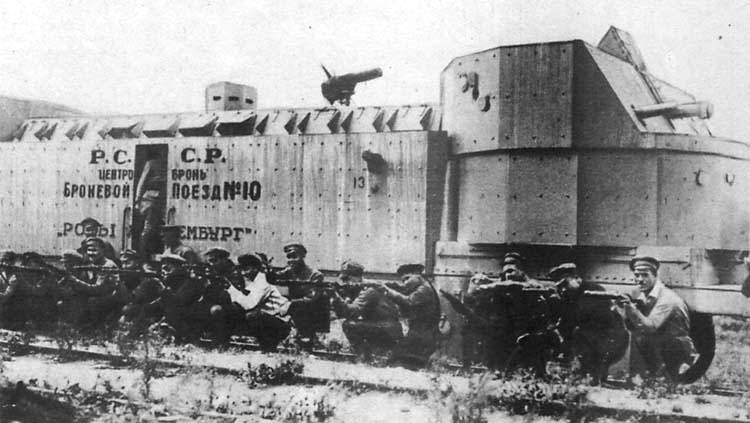
БП № 8 «Имени Розы Люксембург». Туркестанский фронт, 1919 год

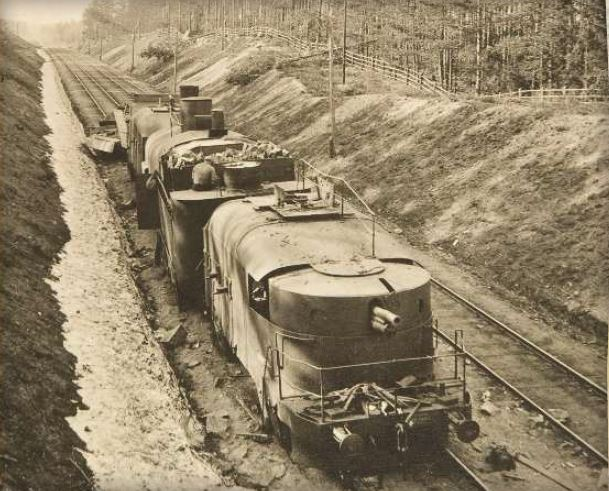
Бронепоезд РККА «Имени Фёдора Раскольникова» у станции Säiniö (сейчас — Верхне-Черкасово) у Выборга. 24 апреля 1918 года

Артиллерийские броневагоны бронепоезда № 56 «Коммунар» в составе Бронепоезда Балля

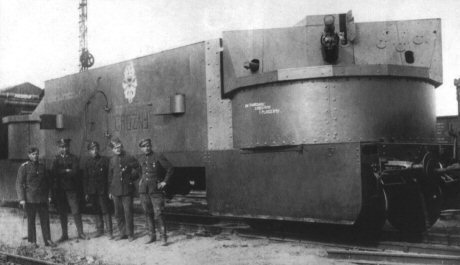
Бронепоезд № 56 «Коммунар». Фотография после марта 1920 года

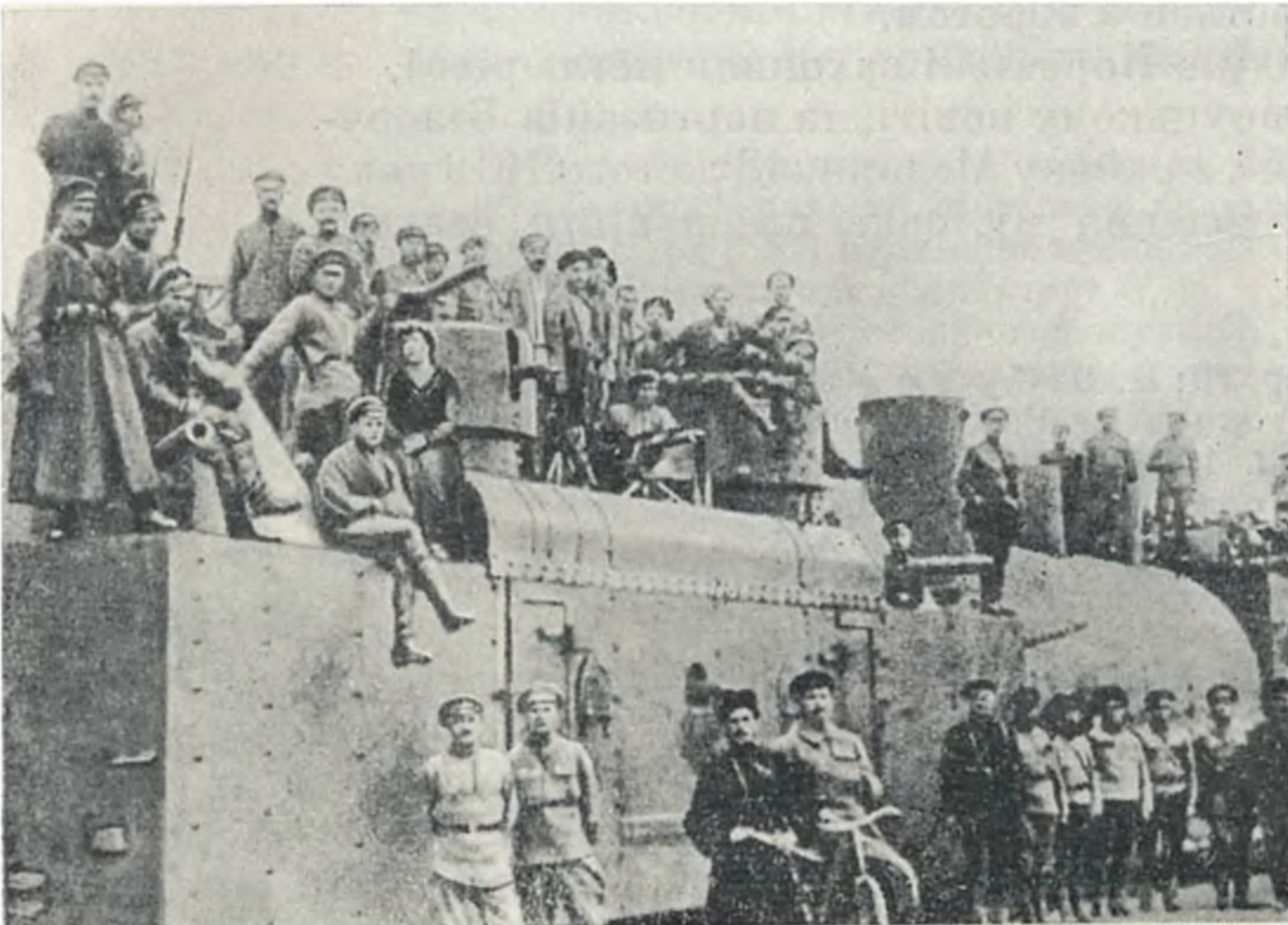
Бронепоезд № 60 «Коммунист» прибывает в Коростень. Лето 1919 года

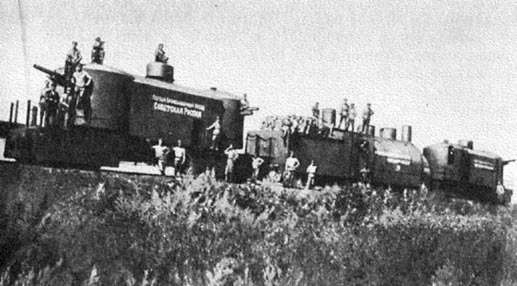
Бронепоезд № 98 «Советская Россия» Южный Фронт, 1920 год

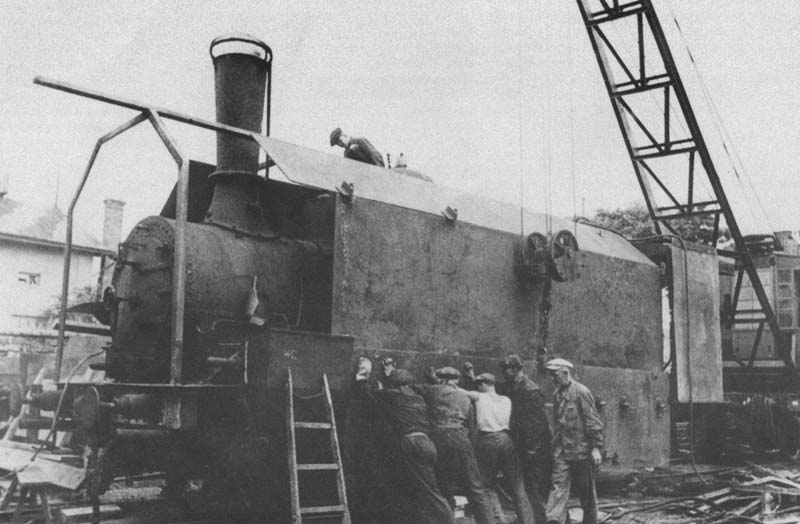
Ремонт паровоза на Одесском заводе, 1921 год

- № 1 «Вся Власть Советам!» (с октября 1918 года командир Л. Мокиевская-Зубок), «Центробронь» (с 1 июня 1919 года), «Будённый» (с 12 декабря 1921 года)
- № 2 «Победа или смерть» (с мая 1921 г. по октябрь 1922 г. командир А. Ф. Кацура
- «2-й Сибирский бронированный поезд» → № 2 «Юнармия»
- № 3 «Третий Интернационал»
- № 4 «Свобода или смерть!» (в январе-июле 1918 года командир Полупанов А. В.) затем в составе чехословацких войск «Орлик» →  советский бронепоезд на КВЖД «Орлёнок»
- № 5 «Памяти матроса Железняка» (до лета 1919 года в документах 28-й стрелковой дивизии 2-й армии Восточного фронта упоминается как "Саратовский")[14]
- № 6 «Путиловцы» имени тов(арища) Ленина
- № 7 «Стенька Разин»
- № 8 «имени Розы Люксембург» — в 1919 году командир В. Е. Токарев
- № 9 «Освободитель» → «Имени Федора Раскольникова» → «Заря Свободы»
- № 10 «Кронштадтец» — бронепоезд Балтийского флота РККФ во время Гражданской войны, действовавший на линии Кронштадтской железной дороги
- № 11 «Бронепоезд имени Худякова» — с мая до 26 июля 1919 года командир А. Г. Железняков — «матрос Железняк»
- № 12 «Бронепоезд имени Троцкого» (предназначенный для охраны Штабного поезда председателя РВС Л.Д.Троцкого)
- № 13 «Черноморец» — бывший немецкий бронепоезд «Дойчланд», захвачен отрядом А. Г. Железнякова в бою у станции Водопой[15]
- № 14 «Спартак» — при отступлении советских войск, в соответствии с приказом командира 58-й стрелковой дивизии И. Ф. Федько от 14 августа 1919 года, 15 августа 1919 года взорван на подъездных путях завода «Руссуд» в Николаеве[16]
- № 15 «Имени лейтенанта Шмидта»
- № 16 «Борец за Свободу»
- № 17 «Смерть или победа»
- № 18 «Ермак Тимофеевич»
- № 19 «Доброволец» «Гладиатор»
- № 20 «имени Ворошилова»
- № 21 «Имени Шаумяна и Джапаридзе» (в 1920 году захвачен поляками и переименован в «Первый Маршал», в 1939 году захвачен советскими войсками, в 1941 году захвачен немецкими войсками; уничтожен в 1945 г. советской авиацией)
- № 24 «Советская Украина»
- № 27 «Буря»
- № 34 «Красноармеец»
- № 36 «имени В. И. Ленина»
- № 38 «1-й Черноморский»
- № 39 «Субботник»
- № 41 «Славный вождь Красной армии Егоров»
- № 44 «имени Володарского»
- № 45 «имени 3-го Интернационала»
- № 47
- № 51 «Грозный мститель за погибших коммунаров»
- № 55 «Дагестанец»
- № 56 «Коммунар» — в 1919 году командир и комиссар Я. Н. Федоренко[17]
- № 59 «имени Свердлова»
- № 53 «Советская Латвия»
- № 60 «Коммунист»
- № 61 «имени 3-го Интернационала»
- № 63 «Гибель контрреволюции» — 3 76,2-мм пушки и 15 пулемётов[18]
- № 64 «Центробронь»
- № 65 «Тимофей Ульянцев»
- № 66
- № 67 «Волгарь»
- № 70 «Р.В.С.» — (с июля 1920 г. по май 1921 г. командир А. Ф. Кацура)
- № 71 «имени Володарского»
- № 72 «имени Николая Руднева»
- № 76 «Большевик»
- № 82 «Смерть Директории»
- № 85 (командир Калиновский, Константин Брониславович. Западный Фронт, 1920 год)
- № 87 «3-й Интернационал»
- № 89 «Имени Троцкого»
- № 90 «Имени товарища Алябьева»
- № 93 «Гандзя»
- № 96 «Красный ураган»
- № 98 «Советская Россия» (командир П.Д.Бойко)
- № 100 «Свободная Россия»
- № 101 «Красная Астрахань»
- № 102 «Грозный» (комиссар Иван Конев)
- № 152 «Молния»
- № 153
- «Артек»
- «Атаман Чуркин»
- «Богунец»
- «Брянский бронепоезд», с командой из бежецких рабочих, сражался против войск Каледина. Был пущен под откос противником и разбит[19].
- «2-й Брянский»
- «3-й Брянский» — с 25 февраля до июля 1918 года командир Людмила Наумовна Мокиевская, с лета 1918 года — Осовец.
- «Железнодорожник Знаменки»[20]
- Железнодорожный транспортёр 203-мм пушки «Красная Москва»
- Железнодорожный транспортёр 203-мм пушки «Красный Петроград»
- «имени Невского»
- «Карл Либкнехт»
- «Киевский коммунист»
- «Красное знамя»
- «Красные орлы»
- «Красный кавалерист»
- «Красный крестьянин»
- «Червонный казак»
- «Память Иванова» — построен в Севастополе в 1919 году, 120-мм пушка Канэ, 102-мм пушка, 57-мм пушка, 17 пулемётов[18]
- «Память Свердлова» — при отступлении советских войск, в соответствии с приказом командира 58-й стрелковой дивизии И. Ф. Федько от 14 августа 1919 года, 15 августа 1919 года взорван на подъездных путях завода «Руссуд» в Николаеве[16]
- «Память Урицкого» — при отступлении советских войск, в соответствии с приказом командира 58-й стрелковой дивизии И. Ф. Федько от 14 августа 1919 года, 15 августа 1919 года взорван на подъездных путях завода «Руссуд» в Николаеве[16]
- «Смерть Деникину» — блиндированный поезд с пулемётным вооружением и одним полевым орудием на передней платформе, использовался в качестве «поезда-ловушки» (замаскированным под обыкновенный товарный поезд)[21]

## Состав
Организационно, бронепоезд состоял из боевой части, непосредственно ведущей бой, и базы (вспомогательного поезда), служащей для жилья команды и обслуживания бронепоезда.
Боевая часть обычно состояла из бронированного паровоза (чаще всего серии О), бронеплощадок, с установленными на них артиллерийскими орудиями разных калибров и пулемётами, и нескольких контрольных платформ, с размещёнными на них рельсами, шпалами и другим железнодорожным имуществом для ремонта полотна.
База служила для служебных и хозяйственных целей и имела в составе паровоз, несколько классных и товарных вагонов (штабной вагон, вагон для боеприпасов, вагон-мастерскую и т. д.). В пути база цеплялась к боевой части бронепоезда (при этом в качестве локомотива использовался паровоз базы), а во время ведения боевых действий она располагалась в тылу, на ближайших железнодорожном перегоне или станции.
Для повышения боевых возможностей бронепоезда личный состав боевой части распределялся по сменам, поэтому в бою ею командовал или командир бронепоезда или один из его старших командиров. Иногда для усиления и закрепления достигнутого успеха, охраны имущества, действия в обороне бронепоездам придавались десантные отряды, которые подчинялись его командиру.

## Бронепоезда РККА в искусстве
В литературе
- Ива́нов Вс. Бронепоезд 14-69 — повесть, 1922 и пьеса, 1927.
- Григорьев Н. Ф. Бронепоезд Гандзя — повесть, 1939.
- Прут И. Л. (Бронепоезд) «Князь Мстислав Удалой» — пьеса, 1932.

В кинематографе
- «Человек с ружьём», 1938, Ленфильм, реж. Сергей Юткевич — создатели фильма интерпретировали реальный факт постройки рабочими Путиловского завода первого революционного бронепоезда № 1 по непосредственному заданию В. И. Ленина, когда на подступах к Петрограду шли бои с войсками генерала Краснова. В ночь на 29 октября 1917 года Владимир Ильич в сопровождении В. А. Антонова-Овсеенко прибыл на завод, где спешно заканчивали оборудование бронепоезда. Утром с командой из рабочих-путиловцев и солдат Тарутинского полка под командованием Войцеховского поезд ушёл в район Красного Села и принял участие в разгроме контрреволюционных частей. Бронепоезд (правда, было бы правомерней назвать его блиндпоездом) представлял собой две угольные платформы «Фокс-Арбель» типовой бронировки, вооружённые «противоаэропланными» орудиями. Аналогичные бронеплощадки входили в состав железнодорожных зенитных батарей Путиловского «Стального артиллерийского дивизиона». В качестве тяги использовался паровоз серии Ч.
- «Щорс», 1939, Киевская к/ст, реж. и авт. сценария Александр Довженко, Ю.Солнцева. Фильм о герое Гражданской войны. Во 2-й половине картины в эпизоде боёв за Бердичев Щорс (Евгений Самойлов) прибывает к дрогнувшим красноармейцам на бронепоезде и увлекает бойцов в контратаку.
- «Александр Пархоменко», 1942, Киевская к/ст, Ташкентская к/ст, реж. Л. Луков. Фильм о герое Гражданской войны. В первых эпизодах фильма Александр Пархоменко по заданию Ворошилова пытается убрать с пути на Царицын бронепоезд «Анархия». Экипаж моряков-анархистов захватывает Пархоменко, но на бронепоезде он распропагандировал команду и бронепоезд переходит к красным с новым названием «Буря революции»…
- «Оборона Царицына», 1942, «Ленфильм», реж. братья Васильевы. — 1-я серия «Поход Ворошилова». В середине серии показан бронепоезд красных с оружием для обороны Царицына под командованием Ворошилова перед разрушенным мостом. Красноармейцы митингуют перед бронепоездом ввиду «безвыходности» ситуации, но Ворошилов объясняет тяжёлое положение Советской Власти и организует ремонт моста для прохода бронепоезда с оружием на Царицын в конце 1-й серии.
- «Незабываемый 1919-й», 1951, Мосфильм, реж. Михаил Чиаурели — по пьесе Вс. Вишневского «Незабываемый 1919-й». — Сталин приезжает в Петроград на бронепоезде.
- «Красная площадь», 1970, Мосфильм, реж. Василий Ордынский — 2-я серия — «Начдив Кутасов, год 1919». — в фильме показаны боевые действия бронепоезда красных (захват плацдарма с десантом, дуэль бронепоездов, атака брандера) под командой колоритного матроса-анархиста (его играет актёр Сергей Никоненко), установившего на «броневике» «ослепительный флотский порядок».
- «Даурия», Ленфильм, 1971, реж. В. Трегубович. — Фильм о забайкальских казаках накануне Первой мировой войны и в Гражданской войне. Во второй серии герои, вступившие в Красную армию участвуют в боях за Читу и покидают город на бронепоезде Красных. В другом эпизоде бригада красных машинистов-добровольцев направляет свой паровоз на бронепоезд белых, погибает герой Юрия Соломина…
- «За час до рассвета», 1973, двухсерийный фильм киностудии «Армен-фильм» по пьесе Иосифа Прута «Бронепоезд „Князь Мстислав Удалой“») — отряд красноармейцев на этом бронепоезде, уже переименованном в «Степан Шаумян», прорывается сквозь кольцо частей Мамонтова (командующий генерал Дроздов — актёр А. Барушной). Командир бронепоезда — дворянин, присягнувший большевикам (актёр А. Лазарев). В поезде под арестом содержится белый генерал Седых (актёр В. Кенигсон), предпринимающий попытки к побегу. После инициированных белыми безуспешных торгов о сдаче состава части Дроздова идут на последний штурм. «Красный джигит» (актёр Г. Тонунц) в одиночку прорывается к красным. Из экипажа бронепоезда в кровавом бою уцелел лишь комиссар (актёр А. Джигарханян), и, разумеется, красные разгромили белых…
- «Людмила», 1982, Ленфильм, реж. В. Морозов и С. Данилин. — Фильм о единственной в мировой военной истории женщине-командире (и комиссаре) бронепоезда Людмиле Мокиевской (в фильме «Людмила Никольская»). Командовала бронепоездами «3-й Брянский» (с февраля 1918 г.) и «Власть-Советам» (с конца 1918 г.), погибла в бою в районе Дебальцево в начале марта 1919 г., в полосе действий 13-й армии Красных.
- «Матрос Железняк», Одесская киностудия, 1985, реж. В. Дудин. — Фильм о «альбатросе» революции — Анатолии Железнякове. В заключительной части фильма герой командует бронепоездом во время знаменитого рейда «… Он шёл на Одессу, А вышел к Херсону …» и погибает в бою…